# Les Indés Radios
Les Indés  Radios sont un groupement d'intérêt économique qui réunit 130 radios thématiques indépendantes, dont chacune a une aire de diffusion locale ou régionale. Les principaux champs d'action de ce groupement sont la promotion et la défense des radios qui le composent, la formation et le conseil, notamment sur le numérique, mais surtout la commercialisation nationale et multi-villes de l'espace publicitaire des stations adhérentes.
La gouvernance est assurée par les 13 membres du Conseil d’administration qui sont des professionnels de radio, dirigeants de groupes ou stations régionales de premier plan

## Historique

### 1992-2010: Les Indépendants
En novembre 1992, le groupement « Les Indépendants » est créé à l'initiative de Jean-Éric Valli, président fondateur de Groupe 1981 et d'Éric Hauville, fondateur du réseau disparu Radio Vallée-de-Seine (RVS). 18 radios se regroupent alors dans le but de proposer une offre publicitaire commune et de peser plus fortement sur le marché publicitaire national. Les Indépendants sont alors commercialisés par Lagardère publicité.
Le groupement se développe progressivement, jusqu’à atteindre 130 stations et autour de 8,5 millions d’auditeurs quotidiens.
Le 1er janvier 2009, TF1 Publicité remplace Lagardère pour la commercialisation du groupement auprès des annonceurs nationaux.  
En novembre 2010, « Les Indépendants » sont rebaptisés « Les Indés Radios ».

### Depuis 2010: Les Indés Radios
En 2012, l’application « Les Indés Radios » est lancée.
Sur le marché publicitaire national, les résultats d'Indés Radios rencontrent un léger fléchissement entre 2015 et 2016, passant respectivement de 86,6 millions d’euros à 84,4 millions d'euros dans un contexte de marché de la radio difficile, une année de bouleversement pour le marché publicitaire, aggravé par l'arrivée de la publicité de marque sur les antennes de Radio France et l'affaire Fun Radio.
En 2018, le groupement perd un procès en cassation face à l'Autorité de la Concurrence qui pointe neuf manquements dans les conditions d’entrée, de sortie et d'exclusion du GIE.
Au 24 octobre 2019, 70 % des 131 radios indépendantes membres des Indés Radios sont déjà engagées sur le DAB+, le groupement poursuivant son développement sur le numérique en étant présent sur les boîtiers Internet, les consoles, les systèmes d'exploitation des voitures connectées, des télévisions connectées, des plateformes de streaming et des enceintes connectées.

## Évolution de l'audience entre 2020 et 2024
Au 31 décembre 2019, Les Indés radios forment un ensemble de 130 radios adhérentes.

## Activité

### Activité principale
Les principaux champs d'action du groupement sont la promotion et la défense des radios qui le composent, la formation et le conseil, notamment sur le numérique.
Mais depuis le début de la création du groupement dans les années 1990, c'est surtout la commercialisation nationale et multivilles de l'espace publicitaire des stations locales et régionales adhérentes. En 2023, le GIE a récolté des recettes publicitaires de 178,7 millions d'euros via TF1 Publicité, qui assure le contrat de régie. Ces recettes sont vitales aux radios qui composent le groupement, représentant 50 % des ressources totales de ces radios.
En mars 2020, Alain Liberty fait part d'une des conséquences de la pandémie de coronavirus touchant la France : les annonceurs de certaines radios annulant ou décalant leurs campagnes, ils mettent en péril l'existence même des stations.

### Partenariats
Depuis son lancement sur TF1, Les Indés Radios ont été le partenaire radio exclusif de l'émission The Voice : La Plus Belle Voix jusqu'en 2024. 

## Liste des radios adhérentes

### Historique
- En 2014, Radio Nova a quitté le GIE[6].
- Le 1er avril 2018, Max FM, la radio grenobloise dédiée au son électro, rejoint Les Indés Radios, qui comptent désormais 131 radios adhérentes[9].
- En novembre 2018 : les Indés Radios accueille les deux nouvelles stations de catégorie B Radio Bassin d'Arcachon et Radio Couserans, portant l'effectif total du GIE à 135[10].